# Großenberg (Bad Pyrmont)
Großenberg ist ein Ortsteil der Kurstadt Bad Pyrmont im niedersächsischen Landkreis Hameln-Pyrmont.

## Geografie und Verkehrsanbindung
Der Ort liegt südöstlich der Kernstadt von Bad Pyrmont an der Kreisstraße K 64. Nördlich und östlich verläuft die Landesstraße L 426, unweit westlich verläuft die Landesgrenze zu Nordrhein-Westfalen, nördlich liegt der Flugplatz Bad Pyrmont.

## Eingemeindungen
Am 1. Januar 1973 wurde die bis dahin selbständige Gemeinde Großenberg eingegliedert.

## Persönlichkeiten
- Friedrich Hamann (1782–1831), Landwirt und Landstand
- Heinrich von der Heide (1806–1859), Landwirt und Politiker